# Tatiana Arfel
Pour les articles homonymes, voir Arfel.
Tatiana Arfel est une écrivaine française née le 17 mai 1979 à Paris .

## Biographie
Psychologue de formation, Tatiana Arfel est aussi diplômée en lettres modernes.

## Œuvres
- L’Attente du soir, Paris, José Corti Éditions, coll. « Merveilleux », 2008, 325 p.  (ISBN 978-2-7143-0986-0)[2],[3],[4]

- Prix du Salon du premier roman de Draveil 2009
- Prix Emmanuel Roblès 2009
- Prix Alain-Fournier 2010
- Prix des académiciens des Genêts de Bron 2009-2010
- Prix Jeune Talent littéraire des clubs de lecture de Saint Germain en Laye
- Prix Biblioblog 2010
- Des clous, Paris, José Corti Éditions, coll. « Domaine français », 2010, 319 p.  (ISBN 978-2-7143-1046-0)[8],[9]
- La Deuxième Vie d’Aurélien Moreau, Paris, José Corti Éditions, coll. « Domaine français », 2013, 319 p.  (ISBN 978-2-7143-1115-3)
- Les Inconfiants, ill. de Julien Cordier, Marseille, France, Éditions Le Bec en l’air, 2015, 125 p.  (ISBN 978-2-36744-078-1)